# OpenStack
OpenStack er en gratis, åben standard cloudcomputing-platform. OpenStack implementeres hovedsageligt som infrastructure-as-a-service (IaaS) i både public-clouds og private-clouds, hvor virtuelle servere og andre it-resurser stilles til rådighed for brugerne. Softwareplatformen består af indbyrdes forbundne komponenter, der styrer forskellige hardwarepuljer fra flere leverandører af behandlings-, lagrings- og netværksresurser i et datacenter. Brugere administrerer OpenStack enten via et webbaseret dashboard, via kommandolinjeværktøjer eller via RESTful webtjenester.
OpenStack startede i 2010 som et fælles projekt mellem Rackspace Hosting og NASA. Fra 2012 blev OpenStack administreret af OpenStack Foundation, en non-profit virksomhedsenhed etableret i september 2012 for at promovere OpenStack-software og dens community. I 2018 havde mere end 500 virksomheder tilsluttet sig projektet. I 2020 annoncerede fonden, at den ville blive omdøbt til Open Infrastructure Foundation i 2021.
OpenStack kan køre på følgende styresystemer (værtsmaskiner): Microsoft Windows, Solaris, ESXi, Linux (inklusiv CentOS, Debian, Fedora, HP's Helion OS, Iocane, openSUSE, RHEL, Scientific Linux, SLES og Ubuntu). Et stort antal hypervisorer kan køres på OpenStack, som igen kan køre gæstemaskiner.